# Boldklubben i Virum af 1982
Boldklubben i Virum af 1982 (eller B.82) er en dansk fodboldklub hjemmehørende i Virum, som blev stiftet i 1982. Fodboldklubben har i alt 11 hold hvoraf de 8 består af ungdoms- og børnehold. Fodboldklubben råder over et stort græsareal med plads til en 11-mandsbane og ca. fem 7-mandsbaner, som ligger placeret mellem Fuglsanggårdsskolen og Virum Gymnasium.
B.82 er en del SBU.

## Ekstern henvisning
B.82s officielle hjemmeside
| Fodbold | Spire Denne artikel om en dansk fodboldklub er en spire som bør udbygges. Du er velkommen til at hjælpe Wikipedia ved at udvide den. |